# Kevin Davies
Kevin Cyril Davies (Sheffield, 1977. március 26.) válogatott angol labdarúgó, jelenleg a Preston North End játékosa.

## Pályafutása
Davies a Chesterfield-nél kezdte pályafutását. Itt akkor tett szert az ismertségre, mikor a csapat 1997-ben bekerült az FA-kupa elődöntőjébe, ő pedig mesterhármast szerzett a Bolton Wanderers ellen a Burnden Parkban. Az elődöntőben azonban vesztettek a Middlesbrough ellen.
1997 májusában igazolt a Southampton csapatába, ahol 9 gólt szerzett. Eredményes volt többek közt az Everton ellen a Goodison Parkban, és a Manchester United ellen, utóbbi győztes találat volt.
A Blackburn Rovers 1998 júliusában szerződtette 7.5 millió fontért. A szerződés részeként James Beattie került a Southamptonhoz. Davies a csapatban azonban nem találta meg az igazi formáját, és csak egy gólt szerzett a bajnokságban, a Charlton Athletic ellen. 1999-ben a Blackburn kiesett az élvonalból, Daviest pedig  1999 augusztusában újra leigazolta korábbi klubja, a Southampton.

## Sikerei, díjai
Southampton
- 2003 – FA-kupa ezüstérmes

Bolton Wanderers
- 2004 – Ligakupa ezüstérmes
- 2008 – Az Év Játékosa

## Külső hivatkozások
- Kevin Davies pályafutásának statisztikái a Soccerbase oldalon (angolul)

- Képek, statisztikák sporting heroes.net